# Diporiphora arnhemica
Diporiphora arnhemica är en ödleart som beskrevs av  Storr 1974. Diporiphora arnhemica ingår i släktet Diporiphora och familjen agamer. Inga underarter finns listade i Catalogue of Life.